# Kurdghelauri
Kurdghelauri – wieś w Gruzji, w regionie Kachetia, w gminie Telawi. W 2014 roku liczyła 3962 mieszkańców.